# Мутугэн
Мутугэн (монг. Мүтүгэн; 1200—1221) — старший сын Чагатая, любимый внук Чингисхана.

## Биография
Старший сын Чагатая, принимал участие в монгольском завоевании Средней Азии. Погиб от пущенной стрелы во время осады Бамиана в 1221 году.
Сыновьями Мутугэна были Бури и Хара-Хулагу.
Внук Мутугэна Борак-хан впоследствии стал правителем Чагатайского улуса.